# Onze-Lieve-Vrouw van Banneux

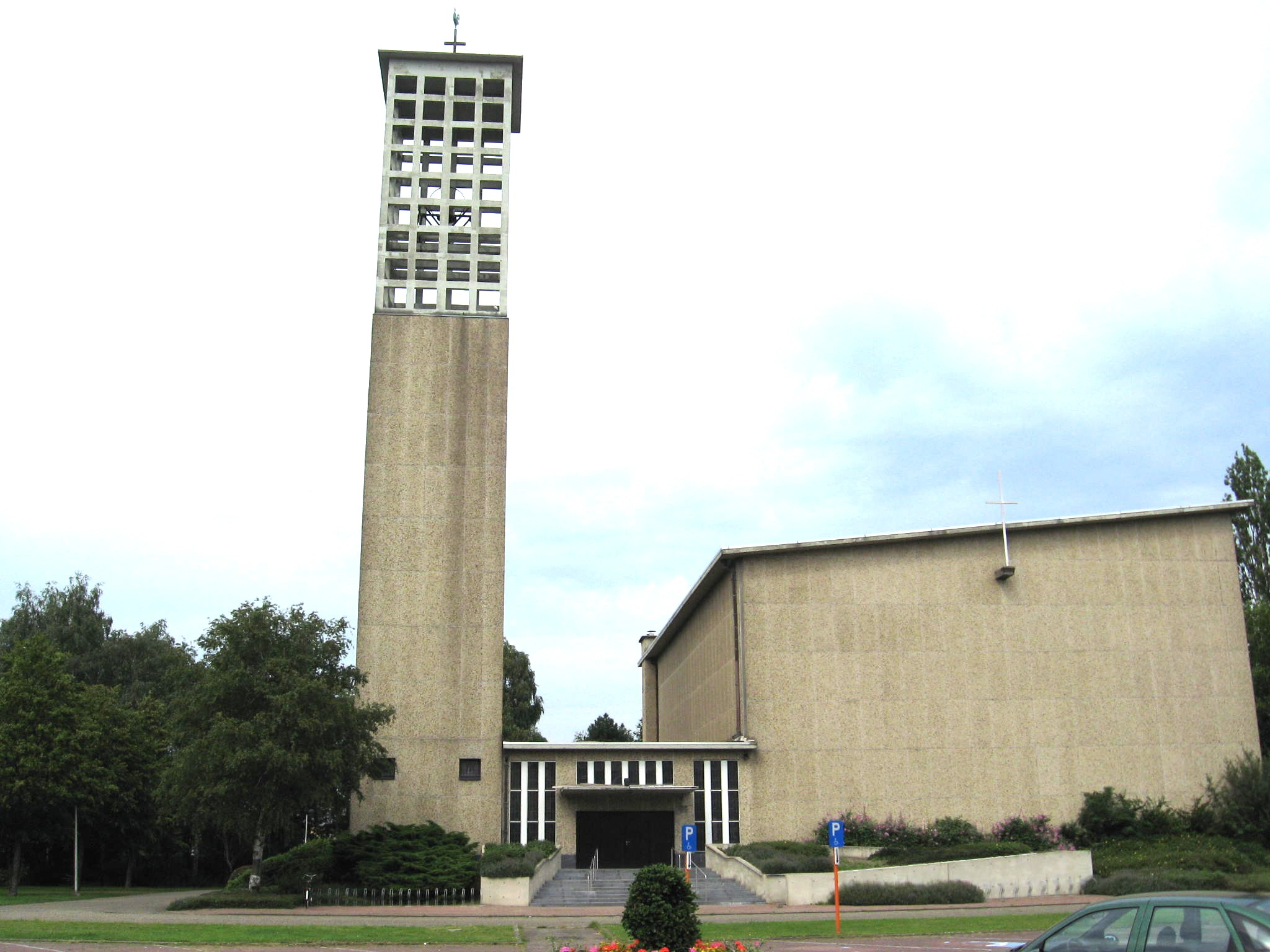
De Onze-Lieve-Vrouw van Banneuxkerk

Onze-Lieve-Vrouw van Banneux is een wijk en parochie in de Belgische stad Hasselt, gesitueerd ten noorden van het Albertkanaal en ten zuiden van de spoorlijn Hasselt-Genk. In de volksmond wordt de wijk ook wel de "Banneuxwijk" of "Sint-Marie" genoemd. Einde 2007 telde de wijk 4444 inwoners.
Het gebied was tot aan de Tweede Wereldoorlog een groot heidegebied, de Hasseltse Heide. Het behoorde tot in 1927 bij de Sint-Quintinusparochie van het stadscentrum. Bij de oprichting van de parochie Kiewit in dat jaar werd de Hasseltse Heide een deel van de nieuwe parochie.
Na de oorlog zocht de stad uitbreiding naar het noorden. De heide werd verkaveld en in 1951 werd de parochie opgericht, gewijd aan Onze-Lieve-Vrouw van Banneux. In 1955 werden de Philips-fabriek opgericht aan de spoorlijn waardoor nieuwe woonbehoeften ontstonden. In de jaren 70 werd de bestaande wijk verder uitgebreid tot tegen de fabriek, die op dat moment ruim 5000 personen tewerkstelde. Ook aan de overkant van de weg Hasselt-Eindhoven ontstond een nieuwe woonwijk.
Deelgemeenten: Guigoven · Hasselt · Kermt · Kortessem · Kuringen · Sint-Lambrechts-Herk · Spalbeek · Stevoort · Stokrooie · Wimmertingen · Vliermaal · Vliermaalroot · Wintershoven

Stadsdelen: Banneuxwijk · Heilig-Hartwijk · Kapermolen · Runkst · Sint-Catharinawijk · Sint-Martinuswijk

Overige plaatsen: Godsheide · Heide  · Kanaalkom · Kiewit · Overdemer · Rapertingen · Schimpen  · Tuilt

Belgische gemeenten · Arrondissement Hasselt · Limburg · Vlaanderen